# General Coordinates Network

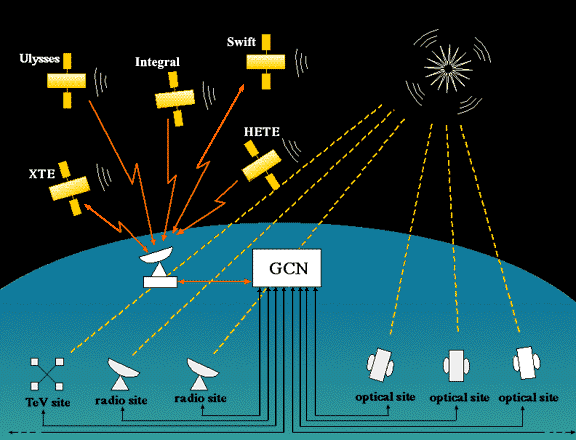
Schéma des échanges du GCN avec les émetteurs d'alerte et les sites effectuant un suivi.

General Coordinates Network, plus connue par son acronyme GCN, est une plateforme open source créée et hébergée par l'agence spatiale américaine, la NASA qui reçoit les alertes déclenchées par la détection des événements astronomiques transitoires (supernova, nova, sursaut gamma, ...) par une vingtaine d'observatoires astronomiques terrestres et spatiaux et les rediffuse auprès de la communauté scientifique pour permettre d'effectuer des observations complémentaires avant la disparition du phénomène. 

## Contexte
La détection des événements astronomiques transitoires (supernova, nova, sursaut gamma, ...) est de plus en plus fréquente du fait de la multiplication des observatoires astronomiques ayant un champ de vue à grande ouverture ou pouvant observer depuis l'espace des émissions dans des longueurs d'onde interceptées par l'atmosphère terrestre (gamma, X, infrarouge). Ces phénomènes présentent un grand intérêt pour les astrophysiciens car ils fournissent des informations de premier plan sur les caractéristiques des objets célestes très éloignés et les processus à l'oeuvre dans les étoiles et les galaxies. Le réseau de communication GCN a pour objectif de permettre à la suite de la détection d'un de ces phénomènes dont la durée peut être très courte (selon le cas quelques secondes, minutes, heures,...) de diffuser très rapidement l'information pour que d'autres observatoires puissent effectuer des mesures complémentaires grâce à leurs caractéristiques spécifiques (longueurs d'onde observées, présence d'un spectromètre, résolution spatiale et spectrale, position géographique, ...). 

## Historique
La NASA lance le développement de GCN en 1993 dans le but de pallier une défaillance de l'enregistreur sur bande magnétique de son observatoire spatial  CGRO. Celui-ci devait stocker ses données avant de les envoyer sur Terre dans le cadre de  plusieurs sessions quotidiennes via les satellites géostationnaires TDRS. Pour faire face à cet incident la NASA met en place un mode de transmission continu des données via ces satellites. Le Dr Barthelmy du Centre de vol spatial Goddard (NASA) réalise que ce mode de transmission permet de mener très rapidement des observations complémentaires des sursauts gamma détectés par l'instrument BATSE de CGRO. Il met en place un système de diffusion des alertes auprès de la communauté scientifique. Celui-ci utilise initialement le réseau téléphonique mais est progressivement amélioré. De nouveaux fournisseurs d'alerte sont progressivement ajoutés. Baptisé initialement Gamma-ray Burst Coordinates Network (réseau des coordonnées des sursauts gamma), il est renommé Gamma-ray Coordinates Network en 2009 puis General Coordinates Network en 2022 pour prendre en compte le fait que son utilisation a été étendue à d'autres événements astronomiques transitoires que les sursauts gamma.

## Fonctionnement
Deux  types d'alertes sont transmis par la plateforme GCN : les notices et les circulaires. La notice est une catégorie d'alerte qui peut être traitée par une machine et qui est diffusée en temps réel. Elle comprend des informations basiques décrivant l'événement astronomique : observatoire, heure de l'événement, position dans le ciel (avec cercle d'erreur), temps de pose, intensité, ... Son format est fixe et prédéfini. La circulaire est un messages court rédigé par un humain qui n'est pas diffusé en temps réel mais dans un délai très bref. Le format du texte est libre même s'il existe des recommandations portant sur son style. Il peut contenir des prévisions, des demandes de suivi par d'autres observatoires ou des plannings d'observation. 
GCN est administrée par le Centre de vol spatial Goddard, établissement de la NASA qui est chargé des projets d'observatoires spatiaux de l'agence spatiale américaine dont GCRO, Fermi et Swift. L'infrastructure utilisée pour transmettre les alertes à GCN est à la charge des observatoires qui en sont les émetteursLa version courante (2024) de GCN utilise le logiciel Kafka pour diffuser les alertes auprès de la communauté scientifique. Deux autres méthodes de diffusion doivent être abandonnées à terme. 

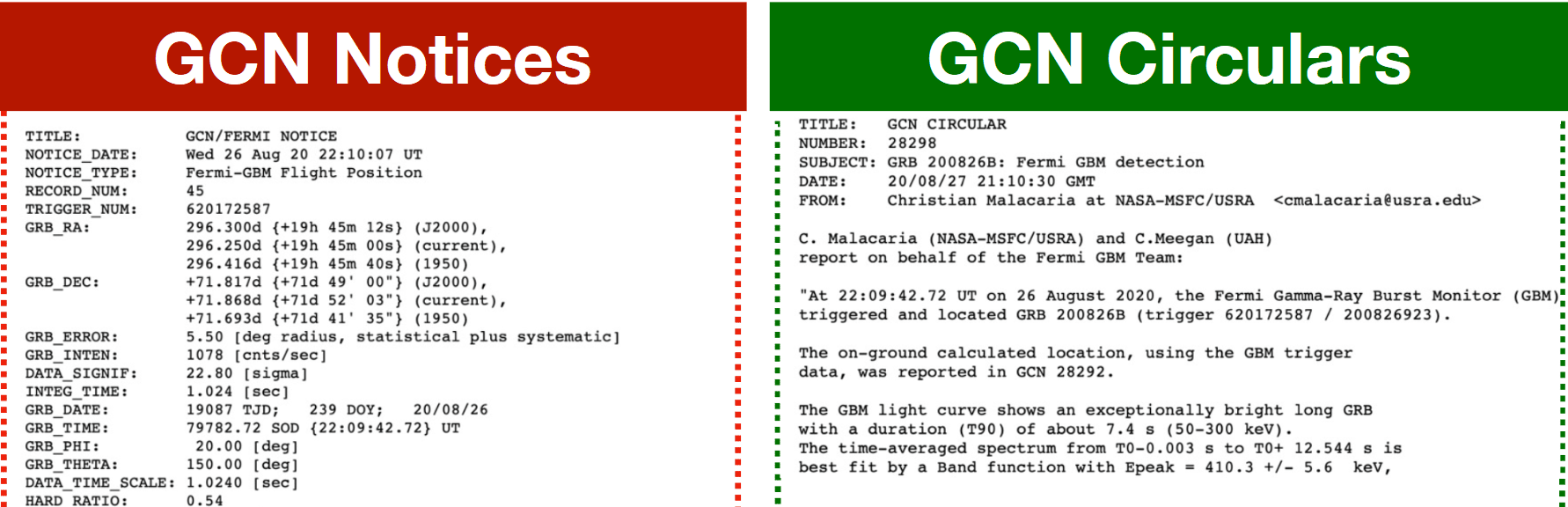
Exemple de notice et de circulaire du General Coordinates Network de diffusion des alertes astronomiques

## Observatoires émetteurs d'alerte

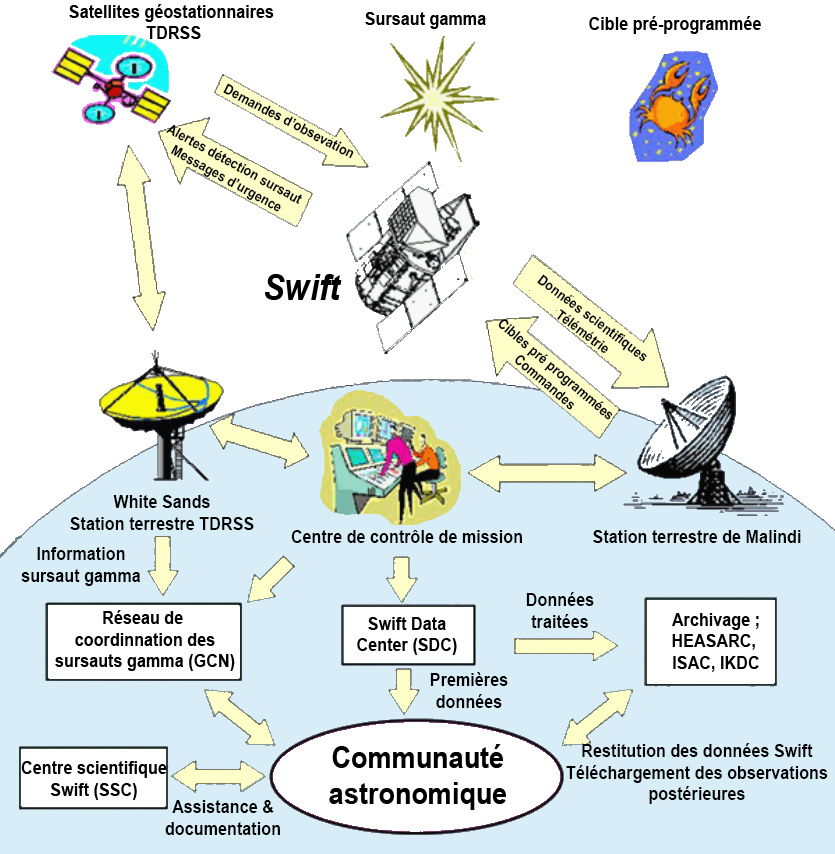
Schéma décrivant le processus des observations effectuées par l'observatoire spatial Swift (développé par la NASA pour détecter et observer les sursauts gamma) dont la diffusion des alertes via la plateforme GCN.

Les observatoires émettant des alertes centralisées par la plateforme GCN et rediffusées à la communauté scientifique sont les suivants  : 
- AGILE (lancé en 2007) Observatoire spatial italien observant les rayons X et gamma
- BurstCube (2024) CubeSat de la NASA détectant les événements transitoires gamma.
- CALET (2015) Télescope spatial rayons X et gamma japonais embarqué à bord de la Station spatiale internationale
- Einstein Probe (2024) Observatoire spatial chinois observant le rayonnement X.
- Fermi Gamma-ray Space Telescope (2008) Observatoire spatial rayons gamma de la NASA
- GECAM (2020)  Observatoire spatial chinois gamma et rayons X
- HAWC (2015) Observatoire terrestre américain  détectant les sursauts gamma.
- IceCube (2010) Observatoire de neutrinos déployés dans l'Antartique
- INTEGRAL (2009) Observatoire spatial européen rayons gamma et X
- Konus-Wind (1994) Spectromètre gamma russe embarqué sur le satellite Wind de la NASA.
- LIGO (2015)/Virgo (2017)/KAGRA (2020) détecteurs d'ondes gravitationnelles
- MAXI (2008) Télescope spatial rayons X embarqué à bord de la station spatiale internationale
- MOA (2000) Détecteur japonais/néozélandais détectant des événements de lentille gravitationnelle
- Swift (2004)  Observatoire spatial des sursauts gamma de la NASA
- SNEWS (2004) Consortium d'un dizaine d'observatoires de neutrinos formée pour émettre des alertes en cas de détection de l'effondrement d'une supernova.
- Super-Kamiokande (1996) Observatoire de neutrinos japonais